# معارك نهر آمور (1900)

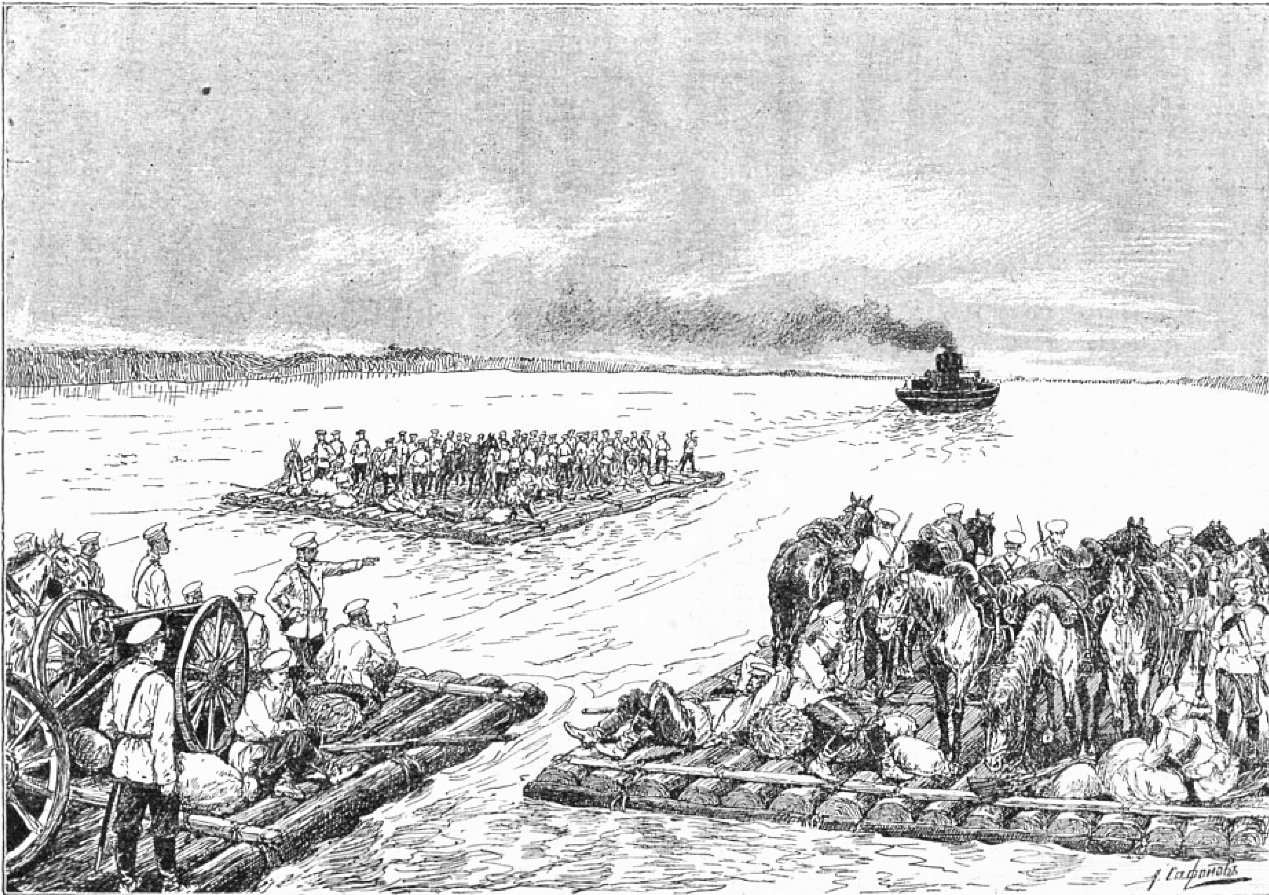
صورة ل معركة من معارك نهر امور

كانت المعارك على نهر آمور اشتباكات حدودية بين قوات الجيش الإمبراطوري الصيني وملاكمين ضد القوات الروسية. وكانوا جزءًا من ثورة الملاكمين.

## المعارك
كان يهدف الروس إلى السيطرة على نهر آمور من أجل الملاحة.
عامل الصينيون المدنيين الروس بتسامح وسمحوا لهم بالفرار إلى روسيا، حتى إنهم أخطروهم بأنه نظرًا لوجود حالة حرب، فينبغي أن يغادروا منطقة الحرب؛ وفي المقابل، قتل الفرسان الروس المدنيين الذين حاولوا الهروب إلى القرى الصينية، وذكر الغربيون أن الصينيين انتهجوا "حربًا متمدنة"، بينما ذبح الروس الناس. واستدعى الصينيون كل الرجال المتاحين للقتال وقامت القوات الصينية والحاميات بتجميع المدفعية وقصفت القوات والمدن الروسية عبر نهر آمور. وبالرغم من دحض الفرسان الروس لاختراقات الجيش الصيني للأراضي الروسية، فقد زادت قوات الجيش الصيني حجم مدفعيتها واستمرت في القصف. وللثأر من الهجمات على القرى الصينية، قامت قوات الملاكمة بحرق المدن الروسية وتلاشت تقريبًا القوة الروسية في تيلينغ.
أصدر الحاكم الروسي كيه إن جريبسكي أوامره إلى الفرسان الروس بتدمير جميع المراكز الصينية على نهر آمور وأكمل الفرسان الروس المهمة خلال شهر يوليو. وفي 20 يوليو، عبرت القوات الروسية (بما فيها 16 فرقة مشاة ومئة فارس روسي و16 مدفعًا) نهر آمور بالقرب من مدينة بلاغوفيشتشينسك بمساعدة الباخرتين سيلينجا وسونجاري. وفي 20 يوليو، احتلت القوات الروسية مدينة سخالين؛ وفي 22 يوليو مدينة إيغون.
بعد الانتصار على القوات الصينية، قرر الحاكم العام لمنطقة آمور، نيكولاي جروديكوف، الاستيلاء على الضفة اليمنى لنهر آمور وأرسل برقية إلى سانت بطرسبرغ، ولكن وزير الحرب الروسي ألكسي كوروباتكين حظر من القيام بمثل هذا العمل:
رغبةً في استعادة العلاقات الطيبة مع الصين في المستقبل القريب، قرر جلالته عدم الاستيلاء على أي أجزاء من الصين